# Josep Lluís Steuri i Gómez
Josep Lluís Steuri i Gómez   (Pontons, c. 1957) és un expilot d'enduro català que destacà en competicions estatals durant la dècada de 1990, assolint dos Campionats estatals d'enduro i tres de Ral·li TT. Fou també un habitual dels raids, participant en un parell d'ocasions en el Ral·li Dakar i aconseguint tres victòries a la Baja Aragón.
Steuri és considerat un dels millors dissenyadors catalans de roba de caça i aventura, havent treballat, per exemple, per a la casa Chiruca.

## Palmarès
- 2 Campionats estatals d'enduro:
  - 1990: 4T (Husaberg)
  - 1992: 4T (KTM)
- 3 Campionats estatals de Ral·li TT:
  - 1993: (KTM)
  - 1995: (Honda)
  - 1996: (Honda)
- 3 vegades vencedor de la Baja Aragón:
  - 1988: (KTM)
  - 1993: (KTM)
  - 1996: (Honda)

Nota.- El 1995 hi quedà segon, darrere de Nani Roma.
- 2 participacions en el Ral·li Dakar:
  - 1994[6]
  - 2002[7]